# Памятник маршалу Коневу (Киров)
Памятник маршалу Коневу первоначально располагался в Кракове (Польша), однако в 1991 году был демонтирован и вывезен в Россию. После реставрации в городе Кирове памятник маршалу был воздвигнут на новый постамент в центре площади, названной его именем.
Авторы памятника: скульптор Антони Хайдецкий, архитекторы В. И. Борцов и В. И. Кропачев.